# تروریسم زیست‌محیطی
برای حملات خشونت‌آمیز به نام محیط زیست، به بوم-تروریسم مراجعه کنید.
تروریسم زیست‌محیطی (انگلیسی: Environmental terrorism) شامل یک یا چند اقدام غیرقانونی است که به منابع زیست‌محیطی زیان وارد می‌کند یا آن‌ها را از بین می‌برد تا دیگران از استفاده آن‌ها محروم می‌شوند. همچنین، این عبارت برای برچسب‌گذاری اقدامات تخریبی غیرضروری یا غیرقابل توجیه زیست‌محیطی برای کسب درآمد شخصی یا شرکتی استفاده می‌شود.

## تعریف
مشکلات تعلیمی و معنایی در تعریف تروریسم و به‌طور خاص تروریسم محیط زیست وجود دارد، اما بحث در مورد تروریسم زیست‌محیطی با تمرکز بر شناسایی خطرات احتمالی برای منابع طبیعی یا ویژگی‌های زیست‌محیطی در حال رشد است. برخی از جمله در ارتش استدلال می‌کنند که حملات به منابع طبیعی می‌تواند موجب مرگ‌ومیر بیشتر، آسیب‌رساندن به اموال، آشوب‌های سیاسی و سایر اثرات نامطلوب بیشتر از سال‌های گذشته شود.

## نظریه‌ها
چالکی بین تروریسم زیست‌محیطی و اکوتروریسم تمایز قائل شده‌است. وی یادآور می‌شود که تروریسم زیست‌محیطی می‌تواند به عنوان استفاده غیرقانونی از زور علیه منابع زیست‌محیطی تعریف شود تا مردم را از مزایای آن‌ها محروم کند یا سایر اموال را از بین ببرد. در مقابل، تروریسم محیط زیست محلی (اکوتروریسم)، تخریب اموال در جهت صرفه‌جویی در محیط به صورت تجاوز و تخریب توسط انسان است. خلاصه‌تر، تروریسم محیط زیست استفاده از منابع طبیعی را هدف قرار می‌دهد. تروریسم محیط زیست محلی شامل هدف قرار دادن محیط زیست شامل ساختن جاده‌ها، ساختمان‌ها و کامیون‌ها می‌باشد و اقدام علیه آن برای دفاع از منابع طبیعی است.
تحلیلگران دیگر ممکن است بین این تهدیدها تمایزی قائل نباشند.

## تروریسم محیط زیست محلی (اکوتروریسم)
اصطلاح تروریسم محیط زیست محلی در رسانه‌ها برای اشاره به تروریسم محیط زیست استفاده می‌شود. با این حال، تروریسم محیط زیست محلی به اعمال خشونت بر روی افراد یا اموال با نام محیط زیست یا عوامل محیطی اشاره دارد.